# ンバケ
ンバケ（Mbacké）は、セネガル共和国中部の都市。ジュルベル州ンバケ県の県都。セネガル第二の都市トゥーバを含め、ンバケ周辺には約50万人の人口が集中しており、セネガル第二の都市圏を形成している。
座標: 北緯14度47分25秒 西経15度54分28秒 / 北緯14.79028度 西経15.90778度